# 董军 (1956年)
董军（1956年1月—），男，汉族，陕西韩城人，中华人民共和国政治人物。甘肃省广播电视大学大专学历，中共中央党校函授本科毕业，西安交通大学工商管理硕士。曾任中共西安市委副书记、西安市人民政府市长。

## 生平
1970年12月，14岁的董军应征入伍，入中国人民解放军空军服役，被编入兰州军区下辖航空兵46师136团；1974年5月，任空军鼎新场站排长，成为最低阶军官。1974年6月，在军中加入中国共产党。此后，他在军中历任，团司令部参谋，军区空军后勤部、政治部科长，解放军空军西安指挥所政治处主任；1993年，出任副师级解放军空军西安基地政治部副主任。
1996年，董军转任地方，任陕西省国家安全厅干部，挂职兼任咸阳市人民政府市长助理。1998年，任咸阳市副市长。2002年，调西安，任中共西安市委常委、市委政法委书记。2005年，任中共西安市委常委，西安市人民政府副市长。2011年1月，升任中共西安市委副书记、副市长。2012年1月，接替陈宝根出任代理市长，同年2月当选西安市长。
2015年4月28日，中纪委官网通报了若干违反「中央八项规定」精神的典型事件，其中包括时任西安市市长董军、副市长张宁等人违规出入私人会所吃喝，并决定对其进行党内警告处分。
2016年1月，卸任中共西安市委副书记、市长职务。2016年2月，接替程群力，当选西安市政协主席。2017年2月，不再担任西安市政协主席。

## 家庭
父董继昌，曾任中共陕西省委副书记、省政协副主席，中共西安市委书记等职。